# Белокичурест венценосен гълъб
Белокичурестият венценосен гълъб (Goura victoria) е вид птица от семейство Гълъбови (Columbidae). Видът е почти застрашен от изчезване.

## Разпространение и местообитание
Разпространен е в Индонезия и Папуа Нова Гвинея.